# Державний біотехнологічний університет
Державний біотехнологічний університет (ДБТУ) — державний заклад вищої освіти, підпорядкований Міністерству освіти і науки України та розташований у Харкові.

## Історія
Він створений шляхом реорганізації чотирьох закладів вищої освіти Харкова — Харківського національного технічного університету сільського господарства імені Петра Василенка, Харківського національного аграрного університету імені В. В. Докучаєва, Харківської державної зооветеринарної академії та Харківського державного університету харчування та торгівлі відповідно до розпорядження Кабінету Міністрів України від 12 травня 2021 року № 431-р «Про утворення Державного біотехнологічного університету» було утворено Державний біотехнологічний університет.

## Керівництво
Кудряшов Андрій Ігорович — виконувач обов'язків ректора Державного біотехнологічного університету, кандидат технічних наук.
Михайлов Валерій Михайлович — доктор технічних наук, професор, Заслужений діяч науки і техніки України, лауреат Державної премії України в галузі науки і техніки, проректор з наукової роботи Державного біотехнологічного університету.

## Структура університету

### Інститут, факультети
- Інститут «Кіберпорт»
  - Кафедра автоматизації та комп'ютерно-інтегрованих технологій
  - Кафедра кібернетики та інформаційних технологій
  - Кафедра фінансів, банківської справи та страхування
- Факультет мехатроніки та інжинірингу
  - Кафедра мехатроніки, безпеки життєдіяльності та управління якістю
  - Кафедра надійності та міцності машин і споруд ім. В. Я. Аніловича
  - Кафедра обладнання та інжинірингу переробних і харчових виробництв
  - Кафедра оптимізації технологічних систем в рослинництві
  - Кафедра сільськогосподарських машин та інженерії тваринництва
  - Кафедра сервісної інженерії та технології матеріалів в машинобудуванні ім. О. І. Сідашенка
  - Кафедра тракторів і автомобілів
  - Кафедра фізики та математики
  - Кафедра фізичного виховання та спорту
- Факультет агрономії та захисту рослин
  - Кафедра землеробства та гербології ім. О. М. Можейка
  - Кафедра агрохімії
  - Кафедра генетики, селекції та насінництва
  - Кафедра ґрунтознавства
  - Кафедра плодоовочівництва і зберігання продукції рослинництва
  - Кафедра рослинництва
  - Кафедра зоології, ентомології, фітопатології, інтегрованого захисту і карантину рослин ім. Б. М. Литвинова
- Факультет енергетики, роботехніки та комп'ютерних технологій
  - Кафедра електромеханіки, робототехніки, біомедичної інженерії та електротехніки
  - Кафедра електропостачання та енергетичного менеджменту
  - Кафедра інтегрованих електротехнологій та енергетичного машинобудування
- Факультет економічних відносин та фінансів
  - Кафедра глобальної економіки
  - Кафедра економіки та бізнесу
  - Кафедра обліку, аудиту та оподаткування
  - Кафедра транспортних технологій і логістики
- Факультет менеджменту, адміністрування та права
  - Кафедра права та європейської інтеграції
  - Кафедра менеджменту, бізнесу і адміністрування
  - Кафедра європейських мов
  - Кафедра ЄНЕСКО «Філософія людського спілкування» та соціально-гуманітарних дисциплін
  - Кафедра педагогіки та психології
- Факультет ветеринарної медицини
  - Кафедра ветеринарної хірургії та репродуктології
  - Кафедра внутрішніх хвороб і клінічної діагностики тварин
  - Кафедра епізоотології та мікробіології
  - Кафедра нормальної та патологічної морфології
  - Кафедра санітарії, гігієни та судової ветеринарної медицини
  - Кафедра фармакології та паразитології
  - Кафедра фізіології та біохімії тварин
- Факультет біотехнологій
  - Кафедра біотехнології, молекулярної біології та водних біоресурсів
  - Кафедра технології переробки та якості продукції тваринництва
  - Кафедра генетики, розведення та селекційних технологій в тваринництві
  - Кафедра екології та біотехнологій в рослинництві
  - Кафедра технологій тваринництва і птахівництва
- Факультет переробних і харчових виробництв
  - Кафедра технології хлібопродуктів і кондитерських виробів
  - Кафедра технології м'яса
  - Кафедра харчових технологій в ресторанній індустрії
  - Кафедра харчових технологій продуктів з плодів, овочів і молока та інновацій в оздоровчому харчуванні ім. Р. Ю. Павлюк
  - Кафедра хімії, біохімії, мікробіології та гігієни харчування
- Факультет управління торговельно-підприємницькою та митною діяльністю
  - Кафедра маркетингу, управління репутацією та клієнтським досвідом
  - Кафедра торгівлі, готельно-ресторанної та митної справи
  - Кафедра туризму
- Факультет лісового господарства, деревооброблювальних технологій та землевпорядкування
  - Кафедра деревооброблювальних технологій та системотехніки лісового комплексу
  - Кафедра лісівництва та мисливського господарства
  - Кафедра лісових культур, меліорацій та садово-паркового господарства
  - Кафедра управління земельними ресурсами та кадастру

### Відокремлені структурні підрозділи
- Харківський фаховий коледж харчової промисловості Державного біотехнологічного університету
- Вовчанський фаховий коледж Державного біотехнологічного університету

## Нагороди, рейтинги
На підставі відомих рейтингів вишів в Україні «Топ-200 Україна», «Scopus», «Бал НМТ на контракт» консолідований рейтинг закладів вищої освіти 2023, складений інформаційним ресурсом Освіта.ua Державний біотехнологічний університет посів III місце серед аграрних закладів вищої освіти (82-е місце у загальному рейтингу вишів).
У квітні 2024 року на сайті Освіта.ua створено рейтинг за результатами наукометричного моніторингу за показниками даних наукометричної бази Scopus — Державний біотехнологічний університет займає 64 місце.
На підставі відомих рейтингів вишів в Україні «Топ-200 Україна», «Scopus» та «Бал НМТ на контракт» консолідований рейтинг закладів вищої освіти 2024, складений інформаційним ресурсом Освіта.ua, Державний біотехнологічний університет посів друге місце у рейтингу найкращих аграрних закладів вищої освіти України.
На підставі Ukrainian National H-index Ranking - незалежного міжнародного рейтингу, що враховує показник індексу Гірша наукових установ України з урахуванням наукоментричних баз даних та платформ Scopus, Web of Science та Google Scholar Державний біотехнологічний університет займає 100 позицію в рейтингу.

## Науковці університету
Див. також: Категорія:Науковці Державного біотехнологічного університету
- Артьомов Микола Прокопович
- Байдик Галина Василівна
- Бакум Микола Васильович
- Барановський Дмитро Іванович
- Безуглий Микола Дмитрович
- Бобро Михайло Архипович
- Богомолов Олексій Васильович
- Бредихін Вадим Вікторович
- Буряк Олександр Петрович
- Головко Валерій Олексійович
- Гопцій Тетяна Іванівна
- Грабар Наталя Григорівна
- Дроздова Ірина Петрівна
- Жегунов Геннадій Федорович
- Жила Віктор Іванович
- Завгородній Олексій Іванович (науковець)
- Кібкало Дмитро Вікторович
- Козаченко Олексій Васильович
- Кошкалда Ірина Віталіївна
- Лебедєв Анатолій Тихонович
- Лисиченко Микола Леонідович
- Мазоренко Дмитро Іванович
- Мандич Олександра Валеріївна
- Маренич Тетяна Григорівна
- Мегель Юрій Євгенович
- Мельник Віктор Іванович
- Мигаль Василь Дмитрович
- Михайлов Валерій Михайлович
- Могильний Сергій Георгійович
- Моісєєва Наталія Іванівна
- Мороз Олександр Миколайович (науковець)
- Москаленко Олена В'ячеславівна
- Нагаєв Віктор Михайлович
- Нанка Олександр Володимирович
- Науменко Артем Олександрович
- Науменко Олександр Артемович
- Ольшанський Василь Павлович
- Онегіна Вікторія Михайлівна
- Пастухов Валерій Іванович
- Погарська Вікторія Вадимівна
- Потапов Володимир Олексійович
- Прудніков Василь Григорович
- Пузік Володимир Кузьмич
- Рожков Артур Олександрович
- Сорокін Сергій Петрович
- Станкевич Сергій Володимирович
- Тимчук Сергій Олександрович
- Туренко Володимир Петрович
- Філатов Михайло Олексійович
- Хохлов Анатолій Михайлович
- Черевко Олександр Іванович
- Шабля Володимир Петрович
- Шевченко Микола Вікторович
- Янчева Ліана Миколаївна
- Яровий Григорій Іванович
- Яценко Іван Володимирович

## Випускники університету
- Станкевич Сергій Володимирович

## Наукові видання ДБТУ
- Актуальні проблеми інноваційної економіки та права;
- Технічний сервіс агропромислового, лісового та транспортного комплексів;
- Інженерія природокористування;
- Прогресивні техніка та технології харчових виробництв ресторанного господарства і торгівлі;
- Економічна стратегія і перспективи розвитку сфери торгівлі та послуг;
- Ветеринарія, технології тваринництва та природокористування;
- Journal of management, economics and technology;
- Рослинництво, селекція і насінництво, плодоовочевництво.